# Fideal
Ein Fideal (schottisch-gälisch: fidealadhadh mit der Bedeutung „verwirrt, unregelmäßig“, auch schottisch-gälisch fideil mit der Bedeutung „entwirren, drehen“) ist ein mythologisches böses Wasserwesen, das angeblich in den Süßwasserseen des schottischen Hochlands lebt. Es ist die Personifizierung der umschlingenden Sumpfgräser und Wasserpflanzen, die in Loch na Fideil in der Nähe von Gairloch in den nordwestlichen Highlands (bis 1974 Ross and Cromarty) wachsen. Der Fideal gehört zu den Fuath und ist auch mit dem Each Uisge und dem Kelpie verwandt.

## Bibliografie
- James MacKillop: A Dictionary of Celtic Mythology. Oxford University Press, Oxford 2004, ISBN 978-0-19-860967-4.